# Le Gang des Newton
Pour plus de détails, voir Fiche technique et Distribution.
Le Gang des Newton ou Les Frères Newton au Québec (The Newton Boys) est un film américain réalisé par Richard Linklater et sorti en 1998. Adapté de l'ouvrage The Newton Boys de Claude Stanush, il revient sur l'histoire vraie du Newton Gang (en) qui a sévi entre 1919 et 1924.

## Synopsis
Originaires du Comté d'Uvalde, quatre frères se morfondent dans la campagne des années 1920. Ils vont alors délaisser leur vie au champ pour se reconvertir en braqueurs de banques.

## Fiche technique
- Titre français : Le Gang des Newton
- Titre original : The Newton Boys
- Réalisation : Richard Linklater
- Photographie : Peter James
- Scénario : Richard Linklater, Clark Walker et Claude Stanush, d'après l'ouvrage The Newton Boys de Claude Stanush
- Musique : Edward D. Barnes
- Décors : Catherine Hardwicke
- Montage : Sandra Adair
- Production : Anne Walker-McBay
- Sociétés de production : 20th Century Fox, Detour Film Production
- Distribution : 20th Century Fox (États-Unis)
- Pays de production :  États-Unis
- Langue originale : anglais
- Format : Couleur - Dolby Digital - DTS - 35 mm - 2.85:1
- Genre : western, aventure, film de casse
- Durée : 113 minutes
- Dates de sortie :
  - États-Unis : 14 mars 1998 (South by Southwest Film Festival)
  - États-Unis : 27 mars 1998 (sortie nationale)
- Interdiction : PG-13 aux  États-Unis

## Distribution
- Matthew McConaughey (VF : Emmanuel Curtil) : Willis Newton
- Skeet Ulrich (VF : Damien Boisseau) : Joe Newton
- Ethan Hawke (VF : Fabrice Josso) : Jess Newton
- Vincent D'Onofrio (VF : Jean-Jacques Nervest) : Dock Newton
- Julianna Margulies (VF : Nathalie Régnier) : Louise Brown
- Dwight Yoakam (VF : Georges Caudron) : Brentwood "Brent Glass" Glasscock
- Chloe Webb : Avis Glasscock
- Bo Hopkins (VF : Michel Paulin) : l'agent fédéral K. P. Aldrich
- Charles Gunning (VF : Michel Vigné) : Slim
- Luke Askew (VF : Jean-Pierre Moulin (acteur)) : Chef Schoemaker
- Lori Heuring : Flapper
- Lew Temple : un serveur

Source et légende : Version Française (VF) sur RS Doublage